# Norbert Guterman
Pour les articles homonymes, voir Guterman.
Norbert Guterman, né le 20 novembre 1900 à Varsovie en Pologne et mort le  20 septembre 1984 à Cuernavaca au Mexique, est un universitaire et traducteur d’ouvrages de littérature et de sciences humaines du français, du polonais et du latin en anglais.

## Biographie
Norbert Guterman naît le 20 novembre 1900 à Varsovie dans une famille juive.
Ayant fui l'antisémitisme qui sévissait en Pologne et trouvé asile en France en 1921, il termine à Paris ses études de philosophie commencées à Varsovie et obtient sa licence en 1922. Il fonde avec Georges Politzer et Pierre Morhange le groupe et la revue Philosophies en 1924, bientôt rejoints par Henri Lefebvre.
Dans les années 1930, il travaille en étroite relation avec le théoricien marxiste Henri Lefebvre à populariser les notions marxistes d'aliénation et de mystification. Ils publient des traductions des premières œuvres de Marx qui sont souvent aussi les premières publications de ces travaux en quelque langue que ce soit.
Guterman s'établit aux États-Unis où il devient rédacteur en chef de la revue de gauche, Monthly Review. Il est attiré plus tard par le judaïsme hassidique.
Ses travaux sont conservés à la bibliothèque Butler de l'université Columbia.

## Traductions (sélection)
- Bella Chagall, Burning Lights, illustré par Marc Chagall, New York, Schocken Books, 1946.
- Kazimierz Wierzyński, The Life and Death of Chopin, préface de Arthur Rubinstein, New York, Simon and Schuster, 1949.
- Sainte-Beuve, Selected Essays, traduit du français avec Francis Steegmuller (en), Garden City, Doubleday & Co., 1963
- Eugene Field, Papillot, Clignot et Dodo, Wynken, Blynken and Nod librement traduit en français avec Francis Steegmuller, illustré par Barbara Cooney (en), New York, Ariel Books, 1964
- Norbert Guterman, A Book of French Quotations with English Translations, New York, Doubleday, 1965.
- F.W.J. Schelling, On University Studies, Ohio University Press, 1966.
- Kazimierz Michałowski, Art of Ancient Egypt, traduit et adapté du polonais et de français, New York, Harry N. Abrams, 1968.
- Henri Lefebvre, The Sociology of Marx, New York, Pantheon Books, 1968.
- Leszek Kołakowski, The Alienation of Reason: À History of Positivist Thought, Anchor, 1969. Réédité ultérieurement sous le titre Positivist Philosophy from Hume to the Vienna Circle.
- Paracelsus, Selected Writings, édité par Jolande Jacobi, 2d, rev. ed., Princeton University Press, 1973.
- Conte russe, réunis par Alexandre Afanassiev, Pantheon, 1976.
- Norbert Guterman, compiler, The Anchor Book of Latin Quotations, Anchor, reprint ed., 1990.
- Marek Hłasko, The Eighth Day of the Week, reprint ed., Northwestern University Press, 1994.